# أكسل فيشر
أكسل فيشر (بالألمانية: Axel Fischer) (و. 1981 – م) هو ممثل، من ألمانيا، ولد في باد الدزوله.

## وصلات خارجية
- أكسل فيشر على موقع IMDb (الإنجليزية)
- أكسل فيشر على موقع ميوزك برينز (الإنجليزية)
- أكسل فيشر على موقع أول ميوزيك (الإنجليزية)
- أكسل فيشر على موقع ديسكوغز (الإنجليزية)